# イミディエイト・レコード
イミディエイト・レコード（Immediate Records）は、ローリング・ストーンズのマネージャーだったアンドリュー・ルーグ・オールダムとトニー・カルダーによって1965年に設立されたイギリスのレコードレーベルであり、ロンドンを拠点とするブルースやR&Bシーンに注力していた。

## 略歴
イミディエイト・レコードは、1965年に設立された。契約したミュージシャンには、ロッド・スチュワート、P.P.アーノルド、ソングライターのポール・コルダ、ビリー・ニコルス、ジョン・メイオール、サヴォイ・ブラウン、スモール・フェイセス、ザ・ナイス、フリートウッド・マック、グラウンドホッグス、クリス・ファーロウ、ダンカン・ブラウン、ハンブル・パイがいる。
レーベルは財政問題のため1970年に活動を停止し、それ以来ずっと論争の対象となっている。とりわけこれは、1967年から1969年にかけて多数のヒット レコーディングを発表したスモール・フェイセスに対する未払いのロイヤルティーに関して言われていることである。彼等は成功したにもかかわらず、実質的には頻繁に再発される自分達のレコードから収入を得ることができなかった。最終的に訴訟が起こされ、2000年代初頭になって、現在のライセンシーからの支払いが確保された。
スモール・フェイセスのドラマー、ケニー・ジョーンズによると、イミディエイト・レコードの資産と収入のほとんどは同社の上級パートナーの一人によって横領され、その資金はオフショア銀行の口座に送金されてしまったのだという。P.P.アーノルドのために「The Time Has Come」などの曲を書いたポール・コルダは、イミディエイト・レコードで行われた仕事に対して報酬を支払われたことはないという。
アメリカで、イミディエイト・レコードは初めMGMレコードと契約を結び、側面にイミディエイトのロゴが入った通常のMGMレーベルを使用して、通常のMGMシリーズの一部として3枚のシングル（K-13530、K-13567、K-13600）を発表した。その後、イミディエイト・レコードはユナイテッド・アーティスツと短期契約を結び、イミディエイト名義で2枚のシングル（E-1901、E-1902）をリリースした。それは新しいレーベル・シリーズを立ち上げるためにCBSと契約を結ぶ前のことだった。CBSは、論争が起きるまで、イミディエイト・レコードのシングル (接頭辞にZS7の製品コードを使用) とアルバム (Z12を使用) を厳選していった。最終的にイミディエイト・レコードはアメリカで短命の独立レーベルを設立し、1枚のシングル（IMOC-001）、ハンブル・パイの最初のアルバム、そしてレーベルが清算に入る前にザ・ナイス最後のアルバムを発表した。
2008年、アンドリュー・ルーグ・オールダムの2冊の自伝の「ゴースト・ライター」であったサイモン・スペンス（Simon Spence）が書いたイミディエイト・レコードに関する包括的な本が、レーベル・アンリミテッド・シリーズの一部としてブラック・ドッグ社からイギリスとアメリカで出版された。その後、修正版の第2版が発行されている。2016年、公式イミディエイト・アーカイブのキュレーターであるバリー・グリーンの協力を得て、録音音楽史家マーク・ジョーンズによる組織の歴史を簡単にまとめた包括的なディスコグラフィ『The Immediate Discography: The First 20 Years』が出版された。この本は、レコーデッド・サウンド・コレクション協会による、録音されたロックのベスト・リサーチおよびベスト・ディスコグラフィ賞を2017年に受賞した。
現在、BMGライツ・マネージメントが所有するサンクチュアリ・レコードがイギリスのイミディエイト・レコードのカタログを管理している。イギリス国外では、チャーリー・レコードがイミディエイトのカタログを管理している。チャーリーは、イミディエイト・レコードの商標を所有している。